# 피터 오툴
피터 세이머스 오툴(영어: Peter Seamus O'Toole, 1932년 8월 2일 ~ 2013년 12월 14일)은 아일랜드 출신의 영국의 배우이다. 1959년 영화계에 데뷔하기 전 연극 배우로서 경력을 쌓았다. 데이빗 린 감독의 《아라비아의 로렌스》(1962)의 주연으로 명성을 얻었으며 아카데미 후보로 지명되었다. 이후 여러 번 후보에 올랐으나 오스카와는 인연이 없었다. 네 번의 골든 글로브를 비롯해 영국 비평가 협회상 및 에미상 등을 수상했다. 2003년에야 아카데미는 공로상을 시상함으로써 그의 공로를 기렸다. 2013년 12월 14일 향년 82세의 나이로 세상을 떠났다.

## 출연 작품
- 《아라비아의 로렌스》
- 《트로이》
- 《마지막 황제》
- 《비너스》
- 《바르샤바의 밤》